# Erik Törngren
Erik Matthias Törngren, född 29 november 1872 i Stockholms stad, död 7 september 1902 i Skeppsholms församling, Stockholms stad, var en svensk arkitekt, grafiker, tecknare och målare.

## Biografi
Han var son till professorn Lars Mauritz Törngren och Amalia Elisabeth Noër och förlovad med Martha Rydell-Lindström. Efter utbildning vid Kungliga tekniska högskolan 1893–1897 samt vid Konstakademiens byggnadsskola 1897–1900 var Törngren verksam som arkitekt i Stockholm. Under studietiden var han privatelev till Axel Tallberg och blev enligt denne en förträfflig etsare. På grund av hans förtidiga död blev hans produktion liten och består huvudsakligen av arkitektoniska studier och etsningar av de gamla kyrkorna på Gotland varav flera har återutgivits i Johnny Roosvals bok Die Kirchen Gotlands. Törngren är representerad vid Uppsala universitetsbibliotek med en skissbok innehållande ett 40-tal blyertsteckningar från åren 1896–1900. Han är begravd på Solna kyrkogård.